# Vela nos Jogos Olímpicos de Verão da Juventude de 2018
As competições de vela nos Jogos Olímpicos de Verão da Juventude de 2018 ocorreram entre 7 e 14 de outubro em um total de cinco eventos. As competições aconteceram no Club Náutico San Isidro, localizado em San Isidro, Argentina.

## Calendário
| Outubro | 6 | 7 | 8 | 9 | 10 | 11 | 12 | 13 | 14 | 15 | 16 | 17 | 18 |
| ------- | - | - | - | - | -- | -- | -- | -- | -- | -- | -- | -- | -- |
| Vela    |   |   |   |   |    |    | 2  | 1  | 2  |    |    |    |    |

|  | Dia de competição |  | Dia de final |

## Qualificação
Cada Comitê Olímpico Nacional (CON) pode inscrever no máximo cinco barcos, um em cada evento. Como país-sede, Argentina pode inscrever barcos em todos os eventos desde que compita no Torneio Continental das Américas ou no Campeonato Mundial. Seis vagas serão distribuídas nas classes Techno 293+ ou IKA Twin Tip Racing, entretanto quatro dessas não foram usadas e foram repassadas para os próximos velejadores do Campeonato Mundial. As vagas restantes serão repassadas em competições qualificatórias, mais especificamente seis competições continentais e o Campeonato Mundial. Barcos qualificados pelo Campeonato Mundial recebe prioridade sobre are competições continentais.
Para ser elegível a participar da competição os atletas precisam ser nascidos entre 1 de janeiro de 2000 e 31 de dezembro de 2003.
Techno 293+
| Evento                                               | Local     | Data                                | Vagas totais | Meninos qualificados                                                       | Meninas qualificadas                                                       |
| ---------------------------------------------------- | --------- | ----------------------------------- | ------------ | -------------------------------------------------------------------------- | -------------------------------------------------------------------------- |
| País-sede                                            | –         | –                                   | 1            | ARG Argentina                                                              | ARG Argentina                                                              |
| Campeonato Mundial de 2017                           | Quiberon  | 15–20 de julho de 2017              | 6            | FRA França GBR Grã-Bretanha GRE Grécia HKG Hong Kong ISR Israel ITA Itália | FRA França GBR Grã-Bretanha GRE Grécia HKG Hong Kong ISR Israel ITA Itália |
| Torneio de qualificação da África                    | Ras Sedr  | 27 de novembro – 2 de dezembro 2017 | 2            | ALG Argélia EGY Egito                                                      | ALG Argélia EGY Egito                                                      |
| Torneio de qualificação da Oceania                   | Brisbane  | 11–15 de janeiro de 2018            | 2            | AUS Austrália NZL Nova Zelândia                                            | AUS Austrália NZL Nova Zelândia                                            |
| Torneio de qualificação da Ásia                      | Singapura | 7–11 de fevereiro de 2018           | 3            | CHN China SGP Singapura JPN Japão                                          | CHN China SGP Singapura TPE Taipé Chinês                                   |
| Torneio de qualificação da América Central e do Sul  | Paracas   | 25–28 de fevereiro de 2018          | 2            | BRA Brasil PER Peru                                                        | BRA Brasil PER Peru                                                        |
| Torneio de qualificação da Europa                    | Palermo   | 1–7 April 2018                      | 4            | NED Países Baixos POL Polônia POR Portugal RUS Rússia                      | CRO Croácia NOR Noruega POL Polônia BLR Bielorrússia                       |
| Torneio de qualificação da América do Norte e Caribe | Cancún    | 23–27 de maio de 2018               | 2            | MEX México USA Estados Unidos                                              | MEX México USA Estados Unidos                                              |
| Convidados pela Comissão Tripartite                  | –         | –                                   | 2/0          | MYA Mianmar OMA Omã                                                        | Não usado                                                                  |
| Realocação (Campeonato Mundial)                      | –         | –                                   | 0/2          | –                                                                          | RUS Rússia TUR Turquia                                                     |
| TOTAL                                                |           |                                     | 24           |                                                                            |                                                                            |

IKA Twin Tip Racing
| Evento                                               | Local         | Data                       | Vagas totais | Meninos qualificados                                      | Meninas qualificadas                        |
| ---------------------------------------------------- | ------------- | -------------------------- | ------------ | --------------------------------------------------------- | ------------------------------------------- |
| País-sede                                            | –             | –                          | 1            | ARG Argentina                                             | ARG Argentina                               |
| Torneio de qualificação da América do Norte e Caribe | Cabarete      | 15–20 de janeiro de 2018   | 1            | ANT Antígua e Barbuda                                     | DOM República Dominicana                    |
| Torneio de qualificação da América Central e do Sul  | Cabarete      | 15–20 de janeiro de 2018   | 1            | BRA Brasil                                                | VEN Venezuela                               |
| Torneio de qualificação da África                    | Dakhla        | 20–25 de fevereiro de 2018 | 1            | MAR Marrocos                                              | RSA África do Sul                           |
| Torneio de qualificação da Europa                    | Dakhla        | 20–25 de fevereiro de 2018 | 1            | SLO Eslovênia                                             | POL Polônia                                 |
| Torneio de qualificação da Ásia                      | Pran Buri     | 12–18 de março de 2018     | 1            | PHI Filipinas                                             | THA Tailândia                               |
| Torneio de qualificação da Oceania                   | Pran Buri     | 12–18 de março de 2018     | 1            | AUS Austrália                                             | NZL Nova Zelândia                           |
| Campeonato Mundial de 2018                           | Bo'ao, Hainan | 3–8 de maio de 2018        | 4            | DOM República Dominicana CHN China CRO Croácia FRA França | ESP Espanha ITA Itália CHN China FRA França |
| Convidados pela Comissão Tripartite                  | –             | –                          | 1            | Não usado                                                 | ROT Equipe Olímpica de Refugiados           |
| Realocação (Campeonato Mundial)                      | –             | –                          | 1            | USA Estados Unidos                                        | GER Alemanha                                |
| TOTAL                                                |               |                            | 12           |                                                           |                                             |

Nacra 15
| Evento                                               | Local      | Data                      | Vagas totais | Equipes qualificadas                                                                     |
| ---------------------------------------------------- | ---------- | ------------------------- | ------------ | ---------------------------------------------------------------------------------------- |
| País-sede                                            | –          | –                         | 1            | ARG Argentina                                                                            |
| Torneio de qualificação da África                    | Medemblik  | 21–27 de outubro de 2017  | 1            | TUN Tunísia                                                                              |
| Torneio de qualificação da Europa                    | Medemblik  | 21–27 de outubro de 2017  | 1            | GER Alemanha                                                                             |
| Torneio de qualificação da América do Norte e Caribe | Miami      | 18–20 de novembro de 2017 | 1            | USA Estados Unidos                                                                       |
| Torneio de qualificação da América Central e do Sul  | Miami      | 18–20 de novembro de 2017 | 1            | URU Uruguai                                                                              |
| Torneio de qualificação da Ásia                      | Queensland | 10–14 de janeiro de 2018  | 1            | SGP Singapura                                                                            |
| Torneio de qualificação da Oceania                   | Queensland | 10–14 de janeiro de 2018  | 1            | Não usado                                                                                |
| Campeonato Mundial de 2018                           | Barcelona  | 22–28 de abril de 2018    | 7            | BEL Bélgica FRA França NED Países Baixos AUS Austrália SUI Suíça AUT Áustria ESP Espanha |
| Realocação (Campeonato Mundial)                      | –          | –                         | 1            | ITA Itália                                                                               |
| TOTAL                                                |            |                           | 14           |                                                                                          |

## Medalhistas
Masculino
| Evento                       | Ouro                                   | Prata                                                  | Bronze                        |
| ---------------------------- | -------------------------------------- | ------------------------------------------------------ | ----------------------------- |
| Techno 293+ detalhes         | Alexandros Kalpogiannakis GRE Grécia   | Nicolò Renna ITA Itália                                | Finn Hawkins GBR Grã-Bretanha |
| IKA Twin Tip Racing detalhes | Deury Corniel DOM República Dominicana | Christian Tio PHI Filipinas Toni Vodišek SLO Eslovênia | nenhum                        |

Feminino
| Evento                       | Ouro                        | Prata                                          | Bronze                    |
| ---------------------------- | --------------------------- | ---------------------------------------------- | ------------------------- |
| Techno 293+ detalhes         | Giorgia Speciale ITA Itália | Manon Pianazza FRA França                      | Yana Reznikova RUS Rússia |
| IKA Twin Tip Racing detalhes | Sofia Tomasoni ITA Itália   | Nina Font ESP Espanha Poema Newland FRA França | nenhum                    |

Misto
| Evento            | Ouro                                           | Prata                                   | Bronze                                             |
| ----------------- | ---------------------------------------------- | --------------------------------------- | -------------------------------------------------- |
| Nacra 15 detalhes | Dante Cittadini Teresa Romairone ARG Argentina | Titouan Petard Kenza Coutard FRA França | Laila van der Meer Bjarne Bouwer NED Países Baixos |

## Quadro de medalhas
| Ordem | País                     | Medalha de ouro | Medalha de prata | Medalha de bronze |    |
| ----- | ------------------------ | --------------- | ---------------- | ----------------- | -- |
| 1     | ITA Itália               | 2               | 1                |                   | 3  |
| 2     | ARG Argentina            | 1               |                  |                   | 1  |
|       | GRE Grécia               | 1               |                  |                   | 1  |
|       | DOM República Dominicana | 1               |                  |                   | 1  |
| 5     | FRA França               |                 | 3                |                   | 3  |
| 6     | SLO Eslovênia            |                 | 1                |                   | 1  |
|       | ESP Espanha              |                 | 1                |                   | 1  |
|       | PHI Filipinas            |                 | 1                |                   | 1  |
| 9     | GBR Grã-Bretanha         |                 |                  | 1                 | 1  |
|       | NED Países Baixos        |                 |                  | 1                 | 1  |
|       | RUS Rússia               |                 |                  | 1                 | 1  |
| TOTAL | TOTAL                    | 5               | 7                | 3                 | 15 |